# Новосанжарська школа
Новосанжарський ліцей Новосанжарської селищної ради Полтавської області — ліцей у Нових Санжарах.

## Історія
Перші статистичні дані про розвиток народної освіти у Нових Санжарах відносяться до середини дев'ятнадцятого століття. Згідно даних «Памятной книжки Кієвскаго ученого округа на 1898 годъ», у 1842 році було засноване Новосенжаровскоє училище, яке знаходилося в будинку поміщика, в ньому навчалося 114 хлопчиків та 4 дівчинки. Законоучителем був священник Григорій Сидоренко, вчителем — Євгеній Кривульцов. Так, за даними перепису 1887 року, в селищі із 194 дітей шкільного віку навчалися лише 51 хлопчик і 81 дівчинка. Навчання проходило в Земській чотирьохкласній школі, що знаходилася у маленькому пристосованому приміщенні далеко від центра селища.

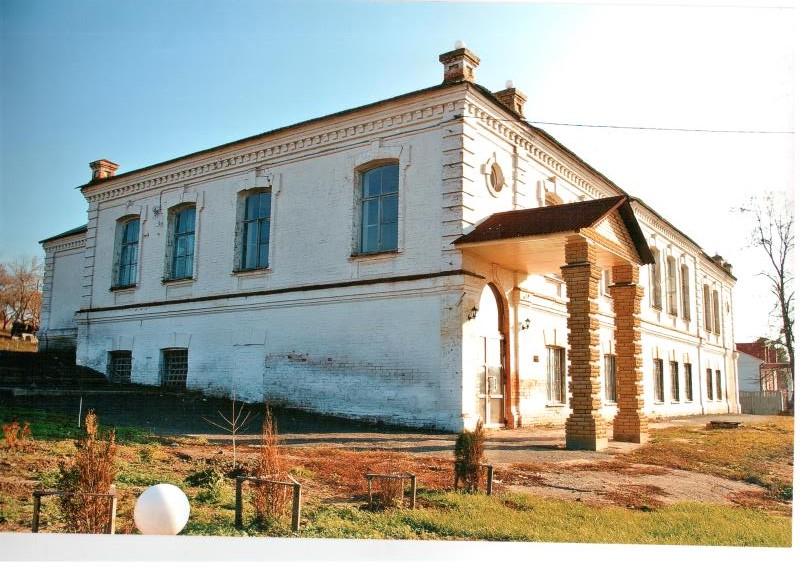
Будівля школи 1905 року

Така мала кількість учнів і примітивні знання, які одержували вони в цій школі, непокоїли прогресивно настроєну частину громадськості Нових Санжар, тому в 1905 році при активній участі учителя Полтавської чоловічої гімназії Сиротенка Степана Тимофійовича, у селищі було відкрита двохкласна міністерська школа на 200 учнів.
Новозбудована школа розміщалася на пустирі і в перші роки свого існування мала далеко непривабливий вигляд, але невдовзі сама школа і територія навколо неї змінюються. Учителі, учні та батьки доклали чимало зусиль, щоб прикрасити шкільне приміщення, упорядкувати подвір'я. Згодом заклали квітники та  фруктовий сад.
Назва і статут школи часто змінювалися. Так, у 1910 році вона називалась міським училищем; у 1914 році на базі міського училища відкривається Вища початкова школа, яка у 1918 була перейменована в гімназію. Через рік у 1919 році на базі старших класів гімназії створюється трирічна педагогічна школа. У 1921 році школа стала називатися семирічною трудовою, а згодом десятирічною.
У 50-і роки минулого століття, у зв'язку з введенням виробничого навчання, школа в черговий раз змінює свою назву і стає загальноосвітньою політехнічною середньою школою, а згодом загальноосвітньою школою І-ІІІ ступенів. У 1995 році Новосанжарська школа одержує статус школи нового типу і відповідну назву — Новосанжарський навчально-виховний комплекс.

## Іван Омелянович Левкович— легенда школи
Історія не зберегла прізвищ перших керівників школи, проте достовірно відомо, що у 1913 році директором школи був Гей М. П., а з 1919 р. — Левкович Іван Омелянович, який пропрацював на цій посаді аж до 1927 року. Саме з ним пов'язано багато славних сторінок в історії Новосанжарської школи.
За фахом він був учителем російської мови і літератури. За участь в революційних подіях 1905—1907 років у Холмській губернії був засланий у Нові Санжари під нагляд поліції.
Іван Омелянович був людиною освіченою, досить прогресивних поглядів, мав широкий кругозір. Разом із Сиротенком Степаном Тимофійовичем він проводив велику культурно-просвітницьку роботу серед населення, багато уваги приділяв підвищенню якості знань учнів. У себе на квартирі влаштовував літературні вечори, на яких читалися твори М. Коцюбинського, М. Горького, І. Франка, Т. Шевченка, П. Мирного та інших прогресивних письменників.
Іван Омелянович Левкович керував школою до 1927 року, потім деякий час працював у Полтаві, обирався членом обкому профспілки працівників освіти. Повернувшись у Санжари, працює в рідній школі до 1936 року, викладав російську мову і літературу.
Педагогічною стежкою пішла і його донька Віра Іванівна Левкович, яка працювала у Новосанжарській школі учителем математики. Це саме їй присвятив свого вірша «Формула» колишній учень Віри Іванівни відомий український поет Борис Олійник.
8 березня 1936 р. Івана Омеляновича не стало. За свідченням очевидців хоронили вчителя всі Санжари — і дорослі, і діти.
Разом з Іваном Омеляновичем у школі працювало багато чудових вчителів, відданих своїй справі людей і серед них Наталія Іванівна Онищенко — вчитель початкових класів, яка пропрацювала в школі понад 50 років. У 1939 році вона була нагороджена орденом Леніна. Вручав їй цю високу нагороду у Кремлі Всесоюзний староста М.І Калінін.
З 1927 по 1934 рік Новосанжарською школою керували директори Білявський, Пінчук, Балюк.
Під їх керівництвом продовжувалася робота по удосконаленню всіх напрямків навчально-виховного процесу, зміцнювалась матеріальна база школи, зокрема з трудового навчання. Були обладнані слюсарна, деревообробна і швейна майстерні, де учні здобували трудові навички.
1934 рік став помітною віхою в освітянському житті селища. Саме в 34 році семирічна політехнічна трудова школа переростає в загальноосвітню середню школу з десятирічним терміном навчання. Директором школи був призначений Чиж Іван Ананьєвич. Директором Новосанжарської школи І.А Чиж пропрацював до 1941 року. За час його керування середній школі було присвоєно звання зразкової.
У 1936 році у Нових Санжарах відкривається друга середня школа, приміщення якої розміщалося поруч з першою. Зараз у реконструйованому приміщенні колишньої школи № 2 знаходиться Новосанжарське відділення Полтавської міжрайонної податкової інспекції.
Директором школи № 2 був призначений досвідчений педагог Самсоненко Степан Степанович. Ішов 1941 рік…

## Школа після Німецько-радянської війни
Багато новосанжарців, і серед них вчителі та їх учні, пішли на фронт, із зброєю в руках захищали рідну Вітчизну. У їх числі: Кущ Іван Леонтійович — вчитель математики, заступник директора школи.
Ткаченко Іван Максимович — директор школи у 1962—1964 рр.
Тищенко Василь Петрович — директор школи в 1975—1982 рр.
Ірза Петро Вікторович — заступник директора школи, учитель історії.
Очерідник Андрій Петрович — директор школи в1974-1975 рр.
Свідерський Леонід Володимирович директор школи в 1971—1974 рр.
Буяновська Марина Іванівна — вчителька математики, креслення.
Ещенко Володимир Зіновійович — вчитель фізкультури і ПВП.
Мокляк Андрій Олексійович — вчитель фізики і астрономії.
Заливадний Андрій Якович — вчитель малювання і фізкультури.
Луб'ященко Микола Данилович — вчитель математики.
Бережний Георгій Олександрович — вчитель фізкультури.
Зимівець Василь Антонович — вчитель трудового навчання.
Сігалов Іван Васильович — вчитель російської мови та літератури.
Разом з учителями свободу і незалежність рідної Батьківщини захищали і ті, хто ще вчора сиділи за шкільними партами.
Добровольцем пішов на фронт і загинув смертю хоробрих при обороні Києва Андрій Федірець. При обороні Криму загинув танкіст Сулима Леонід. З перших днів війни перебував на фронті Геннадій Онищенко, загинув під час однієї з десантних операцій. Командував 35 гвардійським полком наш земляк Брижань Василь, загинув 8 березня 1942 року. Менше двох місяців не дожив до Перемоги колишній випускник школи Кривоніс Володимир Федорович, похований за 25 кілометрів від Берліна. За проявлені мужність і героїзм був нагороджений орденом Червоної Зірки Давиденко Юрій Олексійович, загинув у 1942 році. У 1941 добровільно пішов у школу десантників Єщенко Володимир Іванович, загинув 8 березня 1945року в Австрії під Віднем.
23 вересня 1943 року були звільнені Нові Санжари. Ще навкруги гриміла війна, а школа вже почала відроджуватись. Першим післявоєнним директором деякий час працювала Довгань Галина Лікандрівна.
Повернувся з фронту у званні підполковника і колишній директор школи № 2 Самсонеко Степан Степанович, проте в Санжарах працювати йому не довелось. Степан Степанович був направлений на роботу заступником завідувача обласного відділу народної освіти, де й працював до виходу на пенсію. За багаторічну творчу педагогічну працю йому було присвоєно звання Заслуженого учителя УРСР.
З серпня 1945 року директором Новосанжарської середньої школи був призначений Кирилаха Микола Іванович, що повернувся з армії, мав довоєнний стаж педагогічної роботи, за фахом учитель математики. Очолював школу він до серпня 1948 року.
У 1947 році був проведений капітальний ремонт школи, і першого вересня за шкільні парти сіло більше восьмисот учнів. В школі працювали творчі вчителі, серед них вчителі початкових класів Чорнобай Євдокія Гаврилівна, Дриждьова Мотрона Олексіївна, Бурда Дарія Петрівна, Рой Катерина Олексіївна, учителі математики Завіславська Галина Терентіївна, Краснокутська Галина Пилипівна.

## Кіндрат Кіндратович Крайник
У серпні 1948 року директором школи був призначений Крайник Кіндрат Кіндратович, колишній фронтовик, лейтенант військово-морського флоту, орденоносець, людина яскравої і героїчної долі.
Про нього писали газети і журнали, що виходили в ті роки. Ім'я Крайника Кіндрата Кіндратовича згадується неодноразово в цілому ряді книг, в тому числі «Огненная земля» письменника Аркадія Первенцева, «Зарево над волнами» Миколи Старшинова, «Матросы шли первыми» Всеволода Азарова, «Дальше враг не пройдет» Ірини Жернової.
Поява такої людини в школі на посаді керівника внесла багато позитивних змін як в діяльності педагогічного так і учнівського колективів.
Під стать директору був і його заступник Вовнянко Олексій Антонович. Це була неординарна людина, яскрава особистість. Про його суворість ходили легенди, і учні його побоювалися, але й поважали. Пам'яті цієї світлої людини присвятив свій вірш «Похорони вчителя» колишній учень школи Б. І. Олійник.
У березні 1950 року в зв'язку з переходом Крайника К. К. на роботу в партійні органи, директором школи була призначена Синицька Любов Йосипівна, яка до цього працювала учителем історії цієї ж школи. Школа нараховувала на той час близько 900 учнів.

## Найкращі вчителі школи
Справжньою скарбницею передового педагогічного досвіду були роботи, в яких своїми методичними здобутками ділилися з колегами вчителі Левкович В. І., Завіславська Г. Т., Сакало Г. М., Ткаченко М. Г., Овчаренко О. П., Крилов В. Ю., Біляєва М. М., Бунецька З. Г., Селюх Н. І., Кулєшова Г. Ф., Перерва М. П., Краснокутська Г. П., Чорнобай Є. Г., Горошоченко Г. Т.
У сузір'ї славних імен учителів Новосанжарської школи як зірка першої величини сяє ім'я Заслуженого вчителя УРСР Чорнобай Є. Г. Майже 40 років пропрацювала Євдокія Гаврилівна учителем початкових класів За свою самовіддану сумлінну багаторічну професійну і громадську роботу Євдокія Гаврилівна була нагороджена в 1945 році орденом «Знак Пошани», а в 1958 році — «Трудового Червоного Прапора». Відзначена також багатьма медалями в тому числі і медаллю А. С. Макаренка а в 1958 році їй присвоєно почесне звання Заслуженого вчителя УРСР.
Помітний слід у житті школи залишив вчитель хімії і біології Крилов Володимир Юрійович. Пам'ять про нього зберігає не одне покоління випускників.
Починаючи з кінця 50-х років, в повній мірі розкривається педагогічний талант учителя російської мови і літератури Кулєшової Галини Федорівни. Її уроки, позакласні заходи залишали глибокий слід у серцях і душах її вихованців.
У 1965 р. Кулєшовій Г. Ф. було присвоєно високе звання Заслуженого учителя УРСР
Залишила помітний слід у житті Новосанжарської школи сім'я Кущів Івана Леонтійовича та Катерини Тимофіївни. Іван Леонтійович, зокрема як учитель математики, користувався незаперечним авторитетом у школі, районі, області.
Куш І. Л. пройшов нелегкий життєвий шлях. Війна застала молодого вчителя математики на західних кордонах, де він проходив строкову військову службу у складі 143-го окремого саперного батальйону, який вів будівництво дотів на західних кордонах нашої країни. Був тяжко поранений, батьки навіть одержали похоронку, що їхній син помер і похований у селі Веселі Терни. Форсував Дніпро, звільняв Україну, Молдавію, Польщу, Чехословаччину у складі Другого і Першого Українських фронтів. За проявлену відвагу і мужність у боях з ворогом І. Л. Кущ нагороджений медалями «За відвагу», «За визволення Праги», «За перемогу над Німеччиною у Великій Вітчизняній війні 1941—1945 р. р.», Орденом Вітчизняної війни І ступеня, має 12 подяк Верховного головнокомандуючого за участь у боях і взяття міст.
«Математику ми знали по-різному, — згадують колишні учні Івана Леонтійовича. Це залежало від здібностей кожного з нас, старанності. Але не було випадку, коли б Іван Леонтійович когось з дітей образив, принизив гідність навіть найслабшого».
У 1958 році, у зв'язку з переводом Синицької Л. Й. на посаду завідувачки Новосанжарського райвно, директором школи було призначено Кліпу Олександра Михайловича, але через хворобу він працював недовго, і в 1962 році його змінив Ткаченко Іван Максимович, який до цього був на партійній роботі.
Багато корисних і цікавих справ на рахунку педагогічного та учнівського колективів припадає на той час, коли школу очолювали Свідерський Леонід Володимирович (1971—1974 рр.) та Очерідник Андрій Петрович (1971—1975 рр.).
Леонід Володимирович був кадровим військовим. Офіцер-артилерист, пройшов війну, брав участь в історичному параді Перемоги в Москві у 1945 році, працював на партійній роботі, звідки й був направлений на роботу директором школи. Культурний, толерантний, добрий, тактовний, співчутливий, довірливий — це далеко не повний перелік чеснот, які були притаманні цій людині.

## Нова школа
У 1974 році було завершено будівництво нової школи на 624 учнівських місць.
У 1982 році школу очолив Прокопенко Сергій Якович. До цього він працював завідувачем Новосанжарського РВНО. Сергій Якович мав великий стаж і досвід педагогічної, адміністративної роботи.
Помітний слід у роботі школи залишила вчитель історії Маньківська Неля Василівна. Члени гуртка, яким керувала Неля Василівна, не лише вивчали минуле рідного краю, а й вели значну пошукову роботу, підтримували зв'язки з ветеранами Першого Красноградського механізованого корпусу, який у 1943 році визволив від німців наше селище. Частим гостем гуртківців був колишній командир 19-ї механізованої бригади генерал-майор Єршов Володимир Васильович. У 1974 році разом з колишнім заступником командира корпусу генерал-майором Шевченком Іваном Наумовичем учні здійснили рейд по місцях бойового шляху корпусу, побувавши у с. Прохоровці Бєлгородської області, де відбулося відома танкова битва.
Із січня 1984 р. і до виходу на заслужений відпочинок працювали в школі два заступники — Канюка Надія Яківна та Мехедько Галина Олексіївна.
У 1989 році, після виходу Прокопенка С. Я. на пенсію, директором школи був призначений Решетило Микола Іванович. До цього він працював у Новосанжарському райкомі Компартії України, а ще раніше — учителем фізики Малоперещепинської середньої школи Новосанжарського району.

У той час у школі навчалось понад 1500 учнів, працювало близько сотні вчителів і вихователів. Микола Іванович багато зробив для зміцнення та розбудови школи, виростив цілу плеяду талановитих вчителів.

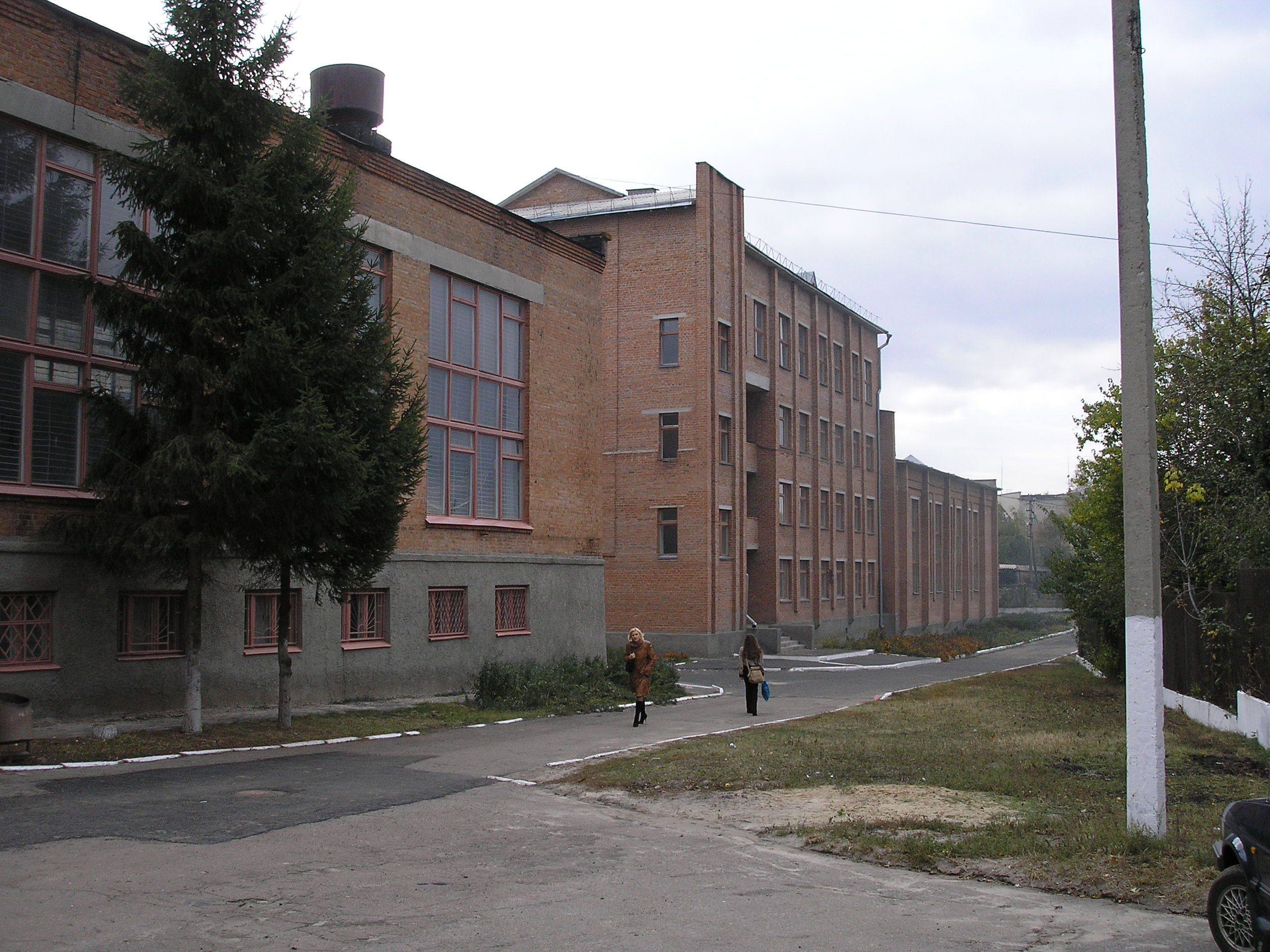
новий корпус школи

Заслугою Миколи Івановича стало отримання в 1995 році Новосанжарською школою статусу школи нового типу- навчально-виховного комплексу.
Щороку 10-12 учнів 8-11 класів стають призерами і переможцями обласних предметних олімпіад.
Як наслідок, по підсумках обласних олімпіад Новосанжарський НВК постійно входить в першу п'ятірку шкіл області, а випускник Бойко Володимир за результатами навчання став іменним стипендіатом Всеукраїнського фонду Відродження. Освіта XXI століття.
Восени 1996 року була завершена добудова Новосанжарської школи, а по суті була побудована ще одна школа, майже така, як існуюча. Тепер в розпорядженні учнів і вчителів є майже 80 навчальних кабінетів і класних кімнат, 2 типових спортивних зали, майстерні по дереву і металу, автокласи, бібліотека з читальним залом, актовий зал на 200 місць, чотири комп'ютерних класи, чотири мультимедійних кабінети з інтерактивними дошками, дві майстерні з підготовки швей-мотористок, автодром для практичного водіння автомобілів, ряд інших навчальних приміщень. І саме головне, що стало можливим після завершення добудови — це навчання дітей в одну зміну.
В 2002 році було споруджено новий сучасний шкільний стадіон, що вміщає близько трьох тисяч глядачів.
У 1993 р. у Новосанжарську школу прийшла працювати Мороз Валентина Андріївна, яка до цього часу викладала англійську мову у Руденківській середній школі. Вона — Заслужений вчитель України, Відмінник освіти України, Відмінник освіти СРСР. Нагороджена медаллю А. С. Макаренка, почесною грамотою Кабміну України. Обиралася делегатом Всесоюзного з'їзду працівників народної освіти. Досвід роботи Мороз В. А. занесено до картотеки передового педагогічного досвіду центрального інституту післядипломної педагогічної освіти. Продовжує її справу дочка — Зимовець Юлія Миколаївна, вчитель-методист, як одна з найкращих молодих вчителів району і області була делегатом першого Всеукраїнського з'їзду працівників освіти.
Помітною подією в житті школи стало відзначення її сторічного ювілею.
Напередодні цієї дати в школі відкрився шкільний музей, і першими його відвідувачами були шановні гості які прибули на 100-річчя школи. Найбільші старання і зусиль, щоб вчасно відкрити музей, доклали учитель історії Таран Ж. П., заступник директора Мехедько Г. О. Були поновлені стенди в літературній кімнаті Б. Олійника (Завідувачка учитель української мови і літератури Білокінь А. А.), дооформлені навчальні кабінети, виготовленні фотостенди, які розкривали сторічну історію школи.
Розширюється спортивно-матеріальна база НВК. У 2010 році було збудовано футбольне поле з штучним покриттям, на якому цілорічно тренуються, проводять змагання як діти так і дорослі. Зусиллями спортивних ентузіастів в школі обладнано тренажерний зал для занять важкою атлетикою. Для учнів молодших класів спонсори збудували майданчик для вивчення Правил дорожнього руху.